# Mary Harron
Mary Harron, född 12 januari 1953 i Bracebridge, Ontario, är en kanadensisk regissör och manusförfattare.
Harron är kanske främst känd som regissör och författare till långfilmer som American Psycho (2000) och The Notorious Betty Page (2005). Hon har även regisserat TV, bland annat avsnitt av Six Feet Under och The L Word.
Harrons far, Donald Harron, är skådespelare, komiker, regissör och författare. Hennes styvfar Stephen Vizinczey är även han författare. 
Harron bor i New York med sin make, filmskaparen John C. Walsh och deras två döttrar.

## Filmografi i urval

### Filmer
- 1996 – I Shot Andy Warhol
- 2000 – American Psycho
- 2005 – The Notorious Betty Page
- 2011 – Moth diaries
- 2013 – Anna Nicole

### TV-serier
- 1998 – Oz (TV-serie) (ett avsnitt)
- 2004 – The L Word (TV-serie) (ett avsnitt)
- 2005 – Six Feet Under (TV-serie) (ett avsnitt)
- 2006 – Big Love (TV-serie) (ett avsnitt)